# Baby Dodds

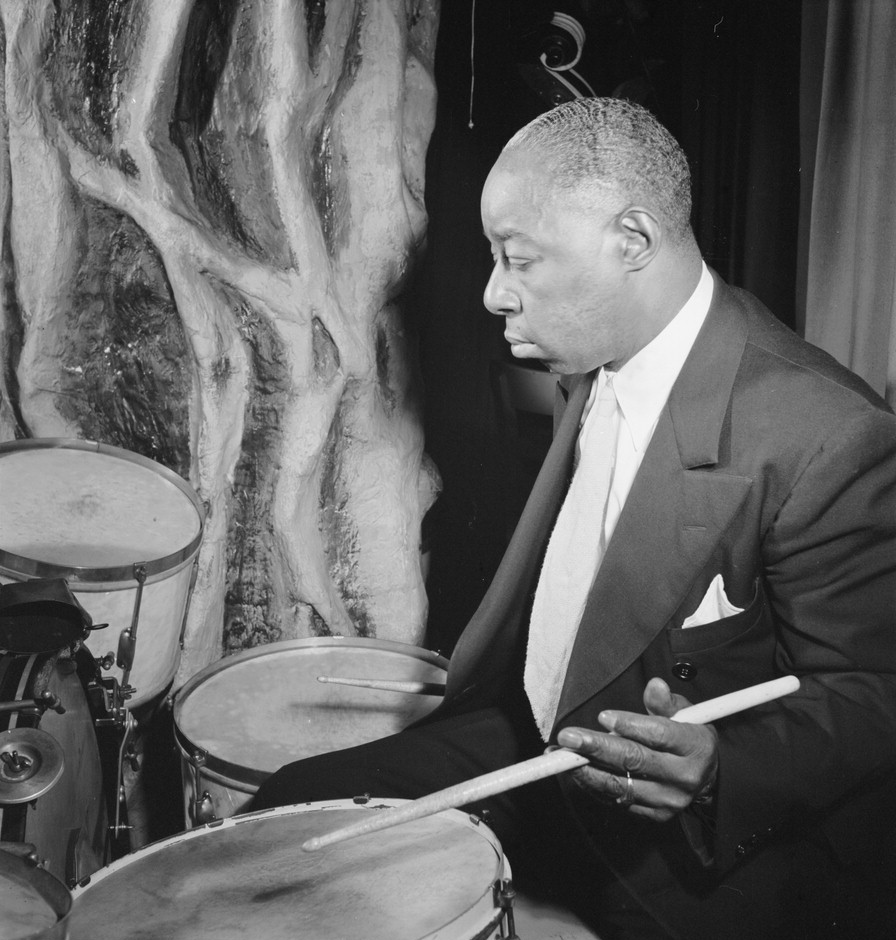
Baby Dodds, Ole South, New York, ca. Dezember 1946, Foto: William P. Gottlieb

Warren „Baby“ Dodds (* 24. Dezember 1898 in New Orleans; † 14. Februar 1959 in Chicago) war nach Allmusic der erste bedeutende Jazz-Schlagzeuger.

## Leben und Wirken
Dodds lernte bereits als Kind Trommeln; mit 16 bekam er sein erstes Schlagzeug. Er begann in Frankie Dusens Eagle Band und spielte in der Frühzeit des Jazz in der Gruppe von Kid Ory (kurzzeitig mit seinem älteren Bruder, dem Klarinettisten Johnny Dodds; wegen seines mangelhaften Könnens musste er aber die Band verlassen, was ihn zu verstärktem Üben anspornte), Bunk Johnson, Papa Celestin, Jack Carey und Willie Hightower. 1918 war er bei Fate Marable’s Band, die auf Mississippi-Dampfern spielte, u. a. mit Louis Armstrong. Mit King Olivers Creole Jazz Band (ab 1921) ging er dann nach San Francisco und Chicago. Dort blieb er auch nach Auflösung von Olivers Band bis zu seinem Tod, häufig mit seinem Bruder zusammen spielend (so 1927 bis 1929 in dessen Band in Kelly’s Stables mit Freddie Keppard). Nebenbei war er an einem Taxi-Unternehmen beteiligt. In Chicago war er beteiligt an Aufnahmen mit Jelly Roll Mortons Red Hot Peppers, Sidney Bechet, seinem Bruder und vor allem Louis Armstrongs berühmten Hot Seven (Hot Fives & Sevens). Nach dem Tod seines Bruders 1940 spielte er in den Bands von Jimmie Noone, Bunk Johnson, Art Hodes und Mezz Mezzrow. Nach George Wettling war er aber damals umstritten, da sein Begleitspiel sich eher wie ein Solo anhörte. 1949 erlitt er mehrere Schlaganfälle, die ihn teilweise lähmten; er trat aber noch hin und wieder auf.

## Diskographische Hinweise
- Baby Dodds (American Music, 1944/45)
- Jazz a la Creole (CHB, 1946/47)